# Янссен, Арнольд
Арно́льд Я́нссен (нем. Arnold Janssen; 5 ноября 1837[…], Гох, Рейнская провинция — 15 января 1909[…], Стейл, Лимбург) — святой Римско-католической церкви, монах, священник, основатель мужской католической монашеской конгрегации «Общество Слова Божьего» (Вербисты) и женских католических конгрегаций «Сестры Миссионерки Служительницы Духа Святого» и «Сестры Служительницы Духа Святого Непрерывного Поклонения». Родился 5 ноября 1837 года в городе Гох, земля Рейнланд, Германия, умер 15 января 1909 года в городе Стейл, Нидерланды.

## Биография
Был рукоположён в сан священника 15 июля 1861 года. Будучи священником, преподавал математику в бельгийской гимназии в городе Бохольд. В 1873 году оставив преподавательскую деятельность, основал католический журнал «Маленький посланец Сердца Иисусова».
В 1870-х годах Католическая церковь в Германии переживала тяжелое время преследования «сражения за культуру» (Культуркампф). Государственные антикатолические законы вели к изгнанию священников и монашествующих из жизни общества и даже к тюремному заключению некоторых епископов. Вдохновлённый идеей борьбы с антиклерикальным движением «Культуркапф», Арнольд Янсеен основывает в 1875 году в городе Стейл (Нидерланды) новую монашескую конгрегацию «Общество Божественного Слова», целью которого стало проповедование Евангелия среди народов Дальнего Востока. Экономической основой новой конгрегации стала типография в Стейле, которая располагалась в монашеском доме св. Михаила. В этой типографии Арнольд Янссен начинает издавать популярный журнал «Град Божий» («Stadt Gottes»), который в то время имел большую популярность среди католиков Германии.
В 1879 году Арнольд Янссен начинает посылать первых миссионеров в Китай. 2 марта 1879 года в Китай отправляется Иосиф Фрайнадемец, который впоследствии был причислен к лику блаженных вместе с Арнольдом Янсенном в 1975 году.
В 1889 году Арнольд Янссен основывает миссионерскую конгрегацию для женщин с названием «Сёстры Служительницы Святого Духа», первым членом которой стала блаженная Елена Мария Штолленверк (беатифицирована в мае 1995 году). В 1895 году первые сестры этой конгрегации были посланы в Аргентину. В 1896 году Арнольд Янссен основывает женскую конгрегацию созерцательного характера с названием «Сёстры Служительницы Святого Духа Непрерывного Поклонения».
С 1900 года основанная Арнольдом Янссеном конгрегация «Общество Слова Божьего» открывает новые монашеские общины в Китае, Италии, Аргентине, Австрии, Того, Германии, Эквадоре, Бразилии, США, Новой Гвинеи, Австралии, Чили, Японии, Парагвае, Филиппинах.
Сейчас это монашеское общество насчитывает более 6000 священников и монахов, работающих в 70 странах мира, включая страны бывшего СССР — России, Белоруссии и Украины, на всех континентах.
Арнольд Янссен умер 15 января 1909 года в возрасте 71 года.

## Духовность
В своей духовной жизни Арнольд Янссен особое внимание уделял тайне Святой Троицы. Его личным девизом была фраза: «Позвольте Святой Троице царствовать в ваших сердцах и в сердцах всех людей».

## Прославление
19 октября 1975 года Арнольд Янссен был причислен к лику блаженных папой Павлом VI. Был канонизирован папой Иоанном Павлом II в Риме 5 октября 2003 года вместе со св. Иосифом Фрайнадамецом.
День памяти — 15 января.